# Mangoño (Salto)
Mangoño es un lugar de la parroquia de Salto en el municipio coruñés de Oza-Cesuras, en la comarca de Betanzos. Tenía 23 habitantes en el año 2021 segundo datos del Instituto Galego de Estatística, de los cuales eran 12 hombres y 11 mujeres, lo que no supone una diminución con relación al año 2000, cuando contaba con 27 habitantes.

## Lugares que forman parte de la parroquia
Lugares que forman parte de la parroquia:
- Iglesia (A Igrexa)
- Tablas (As Tablas)
- Veiga (A Veiga)
- Mangoño
- Castiñeiro (O Castiñeiro)
- Ferrador (O Ferrador)
- Loureiro (O Loureiro)
- A Fraga
- Marazoi
- O Pazo
- A Uxeira
- Vilanova